# Bandera de Durango
La bandera del estado de Durango consiste en un rectángulo de color blanco con proporción de cuatro a siete entre anchura y longitud y en el centro el Escudo de Durango, colocado de tal forma que ocupe tres cuartas partes de la anchura. La bandera fue adoptada oficialmente el 9 de marzo de 2014 bajo el mando de Jorge Herrera Caldera, lo cual quedó estipulado en la Ley del Escudo, la Bandera y el Himno.

## Evolución de la Bandera
| Evolución de la Bandera de Durango |                 |                                                                     |
| Años                               | Bandera Estatal | Información relevante                                               |
| 2014 a la actualidad               |                 | (4:7) Se aprueba de manera oficial la bandera como símbolo estatal. |